# Gurutz Ansola
Gurutz Ansola Larrañaga (Azpeitia, 2 de mayo de 1924 - San Sebastián, 1 de febrero de 2019), también conocido como Cruz Ansola Larrañaga, fue un economista y político español de ideología nacionalista vasca.
Como economista, alcanzó una gran popularidad en el País Vasco y desarrolló una carrera política de la década de 1980 dentro del Partido Nacionalista Vasco. Fue uno de los fundadores de Eusko Alkartasuna.

## Biografía
Natural de la localidad guipuzcoana de Azpeitia, donde nació en 1924. Realizó sus primeros estudios en su localidad natal, donde también vivió la guerra civil española.
En 1940, con 16 años de edad, ingresó en el seminario, estudió primero un año en Vergara y posteriormente en Vitoria, donde estuvo hasta 1946. Allí llevó a cabo estudios de Humanidades y Filosofía orientados a la carrera sacerdotal, aunque los abandonó por falta de vocación. En su época como seminarista se despertó su conciencia vascófila y su amor por la lengua vasca.
Tras acabar el Bachillerato se marchó a estudiar a Bilbao, donde se licenció en Ciencias Económicas por la Universidad de Deusto a principios de la década de 1950 y en Derecho por la Universidad de Valladolid. También estudió en la Universidad Central de Madrid.
Tras acabar sus estudios se marchó a vivir a San Sebastián, ciudad en la que residió hasta su fallecimiento. Durante muchos años fue profesor de Economía en la Facultad de Ciencias Económicas y Empresariales de la Universidad de Deusto, campus de San Sebastián.

## Labor cultural
Durante su época universitaria colaboró con revistas y medios impresos en euskera mediante la realización de artículos y monografías sobre temas económicos, sociales y políticos. Fue colaborador de la revista Egan entre 1956 y 1962 como cronista de cine y teatro. También ha colaborado con revistas como Zeruko Argia y Jakin. En 1965 colaboró con la obra Europa mediante el ensayo Europaren bidekurutzetan (En las encrucijadas de Europa).
Su labor en favor del euskera le llevó a ser el primer presidente de la Federación de ikastolas de Guipúzcoa entre 1968 y 1969, logrando que bajo el paraguas de la Iglesia las ikastolas fueran reconocidas y legalizadas por el régimen franquista.
En la década de 1970 publicó un par de ensayos sobre temas económicos, que escribió en euskera. Su primera obra, publicada en 1971;  Euskal Herriko Ekonomiaz 1955-1967 (Sobre la economía de Euskal Herria (1955-67)) en el que realizaba una crítica a la entonces aparentemente boyante economía vasca le trajo ciertos problemas con las autoridades. Debido a algunas opiniones vertidas en dicho libro, la obra fue secuestrada después de su publicación, retirada de las librerías y Ansola tuvo que acudir a declarar ante un juez.
Su segundo ensayo económico USAren agintaritza eta dolarraren ahulezia (El poder de los EEUU y la debilidad del dólar) publicado en 1972 realiza un análisis sobre el papel que jugaron los Estados Unidos en la economía mundial en la década de 1970 tras el Nixon Shock que acabó con el patrón oro en la economía mundial.
Entre 1978 y 1980 fue el presidente de la sección de Ciencias Sociales y Económicas de la Sociedad de Estudios Vascos. Ha sido traductor al español de varios libros sobre temas económicos.

## Trayectoria política
Gurutz Ansola provenía de un entorno nacionalista vasco, ya que su padre había sido militante del Partido Nacionalista Vasco (PNV). A principios de la década de 1950, cuando era estudiante de la Universidad de Deusto en Bilbao fue junto con Julen Madariaga, Benito del Valle, Alfonso Irigoien, Manu Agirre e Iñaki Gainzarain, entre otros, uno de los fundadores de Ekin, el grupo estudiantil de ideología nacionalista vasca del que surgiría unos años más tarde ETA. Por este motivo ha sido catalogado en algunas ocasiones como uno de los fundadores de ETA, aunque lo cierto es que en la época en la que Ansola perteneció a Ekin, esta era una organización estudiantil de carácter principalmente cultural y estaba lejos de constituirse en una organización armada.
Durante la dictadura franquista no llevó a cabo una actividad política destacable, aunque si tuvo un papel importante en la lucha por la normalización del euskera. Con el inicio de la Transición española estuvo en la órbita de Partido Socialista Vasco (ESB-PSV), partido nacionalista de izquierdas fundado por un viejo compañero suyo en Ekin como fue Txillardegi. Sin embargo no llegó a presentarse en ninguna candidatura de esta formación y tras el fracaso electoral de ESB en las primeras elecciones democráticas de 1977 y la radicalización de ESB (que acabó fundando la coalición Herri Batasuna), decidió afiliarse al PNV. 
En enero de 1979 fue nombrado director del Departamento de Economía del Consejo General Vasco, el órgano preautonómico vasco.

### Partido Nacionalista Vasco
Fue presentado por el Partido Nacionalista Vasco (PNV) como candidato de cara a las primeras elecciones autonómicas vascas, que se celebraron en marzo de 1980, en cuya plancha electoral ocupó el puesto tercero por Guipúzcoa. Tras ser elegido parlamentario, fue uno de los nombres barajados para ocupar el puesto de presidente de la cámara vasca. En la primera legislatura ejerció el puesto de portavoz parlamentario del PNV para las declaraciones que se realizaban en euskera.
A su puesto de diputado autonómico unió el de procurador en las Juntas Generales de Guipúzcoa tras salir elegido por la circunscripción de San Sebastián en las Elecciones a las Juntas Generales del País Vasco de 1983. Durante la legislatura 1983-87 ejerció como portavoz del PNV en las JJGG de Guipúzcoa. En las elecciones autonómicas de 1984 fue reelegida como parlamentario por Guipúzcoa.
Durante esta segunda legislatura autonómica, se produjo una crisis interna dentro del PNV que acabó forzando la dimisión de Carlos Garaikoetxea en marzo de 1985, que fue sustituido por José Antonio Ardanza como lehendakari. La figura de Ansola fue una de las que barajó el PNV en este proceso como sustituto de Ardanza, que debía dejar el puesto de Diputado General de Guipúzcoa, para ocupar el de lehendakari. Sin embargo finalmente fue Imanol Murua el elegido como diputado general.
La crisis interna del PNV no se recondujo sino que acabó finalmente con el abandono del partido por parte del sector crítico del partido liderado por Garaikoetxea. Durante esta crisis interna Ansola se mantuvo del lado del Garaikoetxea y acabó pasando al Grupo Mixto tanto en el Parlamento Vasco como en las Juntas Generales de Guipúzcoa a finales de 1986 tras abandonar el PNV.

### Eusko Alkartasuna
Gurutz Ansola tuvo una participación activa en la fundación de Eusko Alkartasuna, siendo el presidente del congreso fundacional de esta formación política en abril de 1987 en la que EA se definió como un partido de carácter progresista También fue miembro de la primera dirección del partido.
Ese mismo año es candidato de EA a la Juntas Generales de Guipúzcoa en las Elecciones a las Juntas Generales del País Vasco de 1987. Su partido ganó esas elecciones y durante la legislatura 1987-1991 fue el presidente de las Juntas Generales de Guipúzcoa, su elección como presidente contó con los votos a favor de los 16 junteros de Eusko Alkartasuna y los 5 junteros de Euskadiko Ezkerra, realizando su primer discurso tras ser investido íntegramente en euskera.
En 1991, contando ya con 67 años, Gurutz Ansola decidió dejar la política activa y retirarse de la misma. Desde entonces no ha ejercido ningún cargo público destacable. 
Falleció el 1 de febrero de 2019 en San Sebastián a los 94 años de edad.

## Obras publicadas
- Euskal Herriko Ekonomiaz 1955-1967. Gero (1971).
- USAren agintaritza eta dolarraren ahulezia. Gero (1972).